# Escala de mà

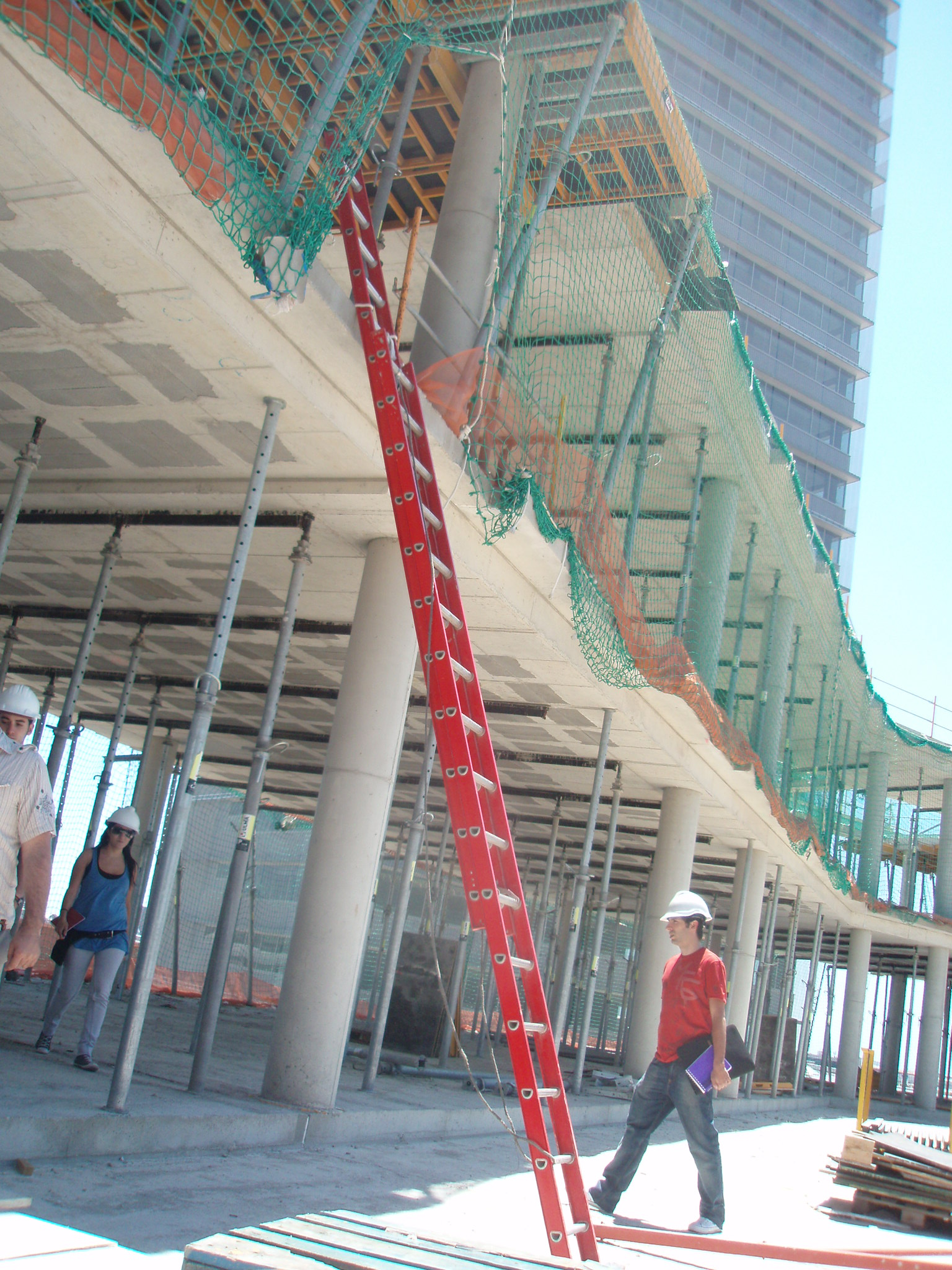
Escala de mà

Una escala de mà és un aparell portàtil que consisteix en dues peces paral·leles o lleugerament convergents (muntants) unides a intervals per travessers (escalons) i que serveix per pujar o baixar una persona d'un nivell a un altre. Hi ha dos tipus: escales rígides que són autoestables o que es poden recolzar contra una superfície vertical com una paret, i escales rodants, com les que estan fetes de corda o alumini, que es pot penjar de la part superior. Les escales rígides solen ser portàtils, però alguns tipus es fixen permanentment a una estructura, un edifici o un equip. En general, estan fets de metall, fusta o fibra de vidre, però se sap que també estan fets de plàstic resistent.

Pintura de les coves de l'Aranya

## Ús històric
Les escales són eines i tecnologia antigues. Una escala apareix representada en una pintura rupestre mesolítica, que té almenys 10.000 anys d'antiguitat, a les coves de l'Aranya del País Valencià. La pintura representa un humà utilitzant una escala per arribar a un niu d'abelles salvatges per collir mel. L'escala es representa llarga i flexible, possiblement feta d'algun tipus d'herba.

## Normes bàsiques d'ús
- Les escales manuals són d'ús generalitzat en gran part de treballs. Hi ha diverses menes d'escales de mà.
- L'escala ha de ser prou llarga per a oferir, en totes les posicions en les quals s'utilitzi, un suport a les mans i un als peus.
- Abans de cada utilització s'ha de comprovar el bon estat de l'escala.

## Tipus i normativa
Genèricament, les escales de mà es poden dividir en dos grups:
- Recolzables. No tenen estabilitat per si mateixes i s'han de recolzar en l'element a ascendir: paret, façana, etc.
- Autoestables o de tisora. Se sustenten soles.

Existeixen els següents tipus:
- Escala simple d'un tram: escala portàtil no autosuportada i no ajustable en longitud, composta per dos muntants.
- Escala doble de tisora: la unió de les seccions es realitza mitjançant un dispositiu metàl·lic d'articulació que permet plegar-lo.
- Escala extensible: és una escala composta de dues simples superposades i la longitud de les quals varia per desplaçaments relatius d'un tram sobre un altre. Poden ser mecàniques (cable) o manuals. Els bombers l'anomenen escala colissa.[4]

- Escala transformable: és una extensible de dos o tres trams (mixta duna doble i extensible).
- Escala mixta amb ròtula: la unió de les seccions es realitza mitjançant un dispositiu metàl·lic d'articulació que en permet el plegat.
- Escala telescòpica: són escales constituïdes per 3 o més trams i muntants telescòpics.[5]

Hi ha un gran nombre de models d'escales de mà o portàtils en funció de l'altura, el nombre de trams, articulacions, etc. Alguns disposen de plataformes de treball, baranes i elements d'ancoratge per a fer tasques a una certa altura amb total seguretat.
La normativa EN 131 regula, a escala europea, la fabricació i característiques de les escales.

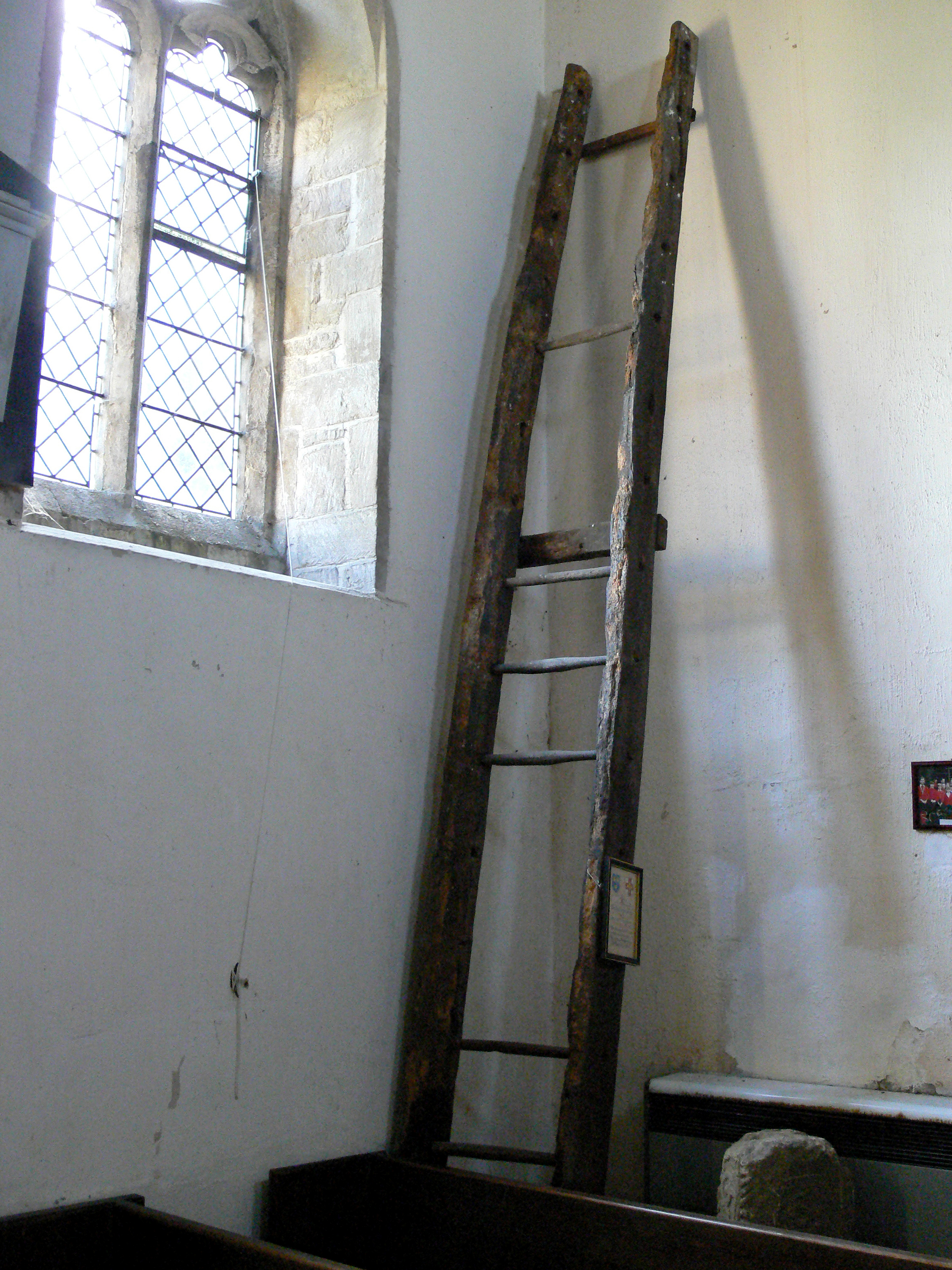
Escala recolzable
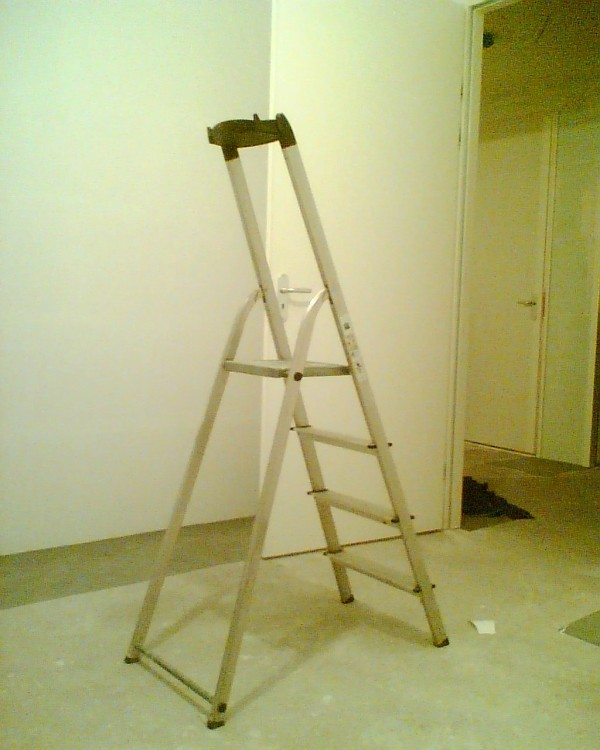
Escala de plataforma
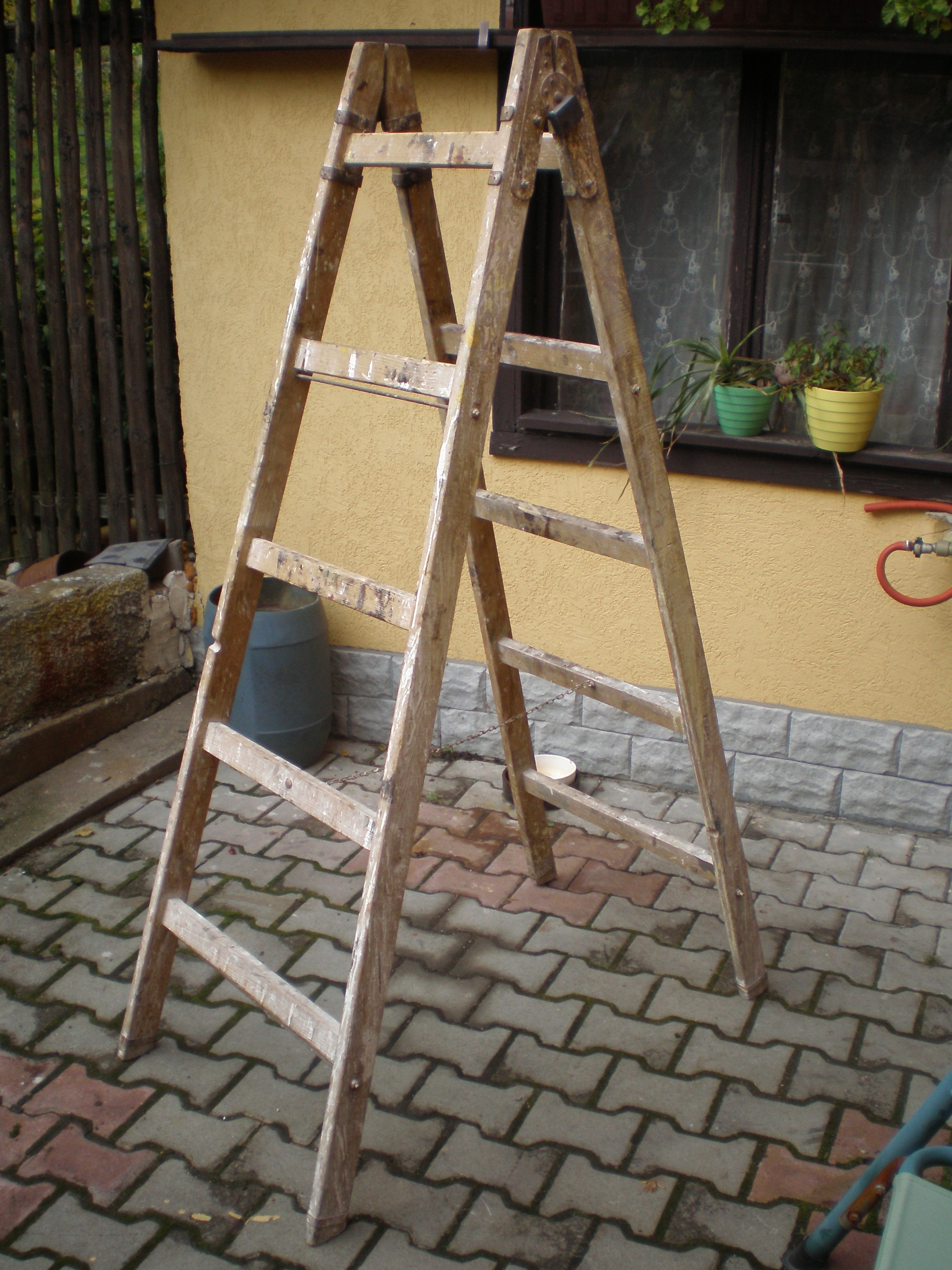
Escala de tisora
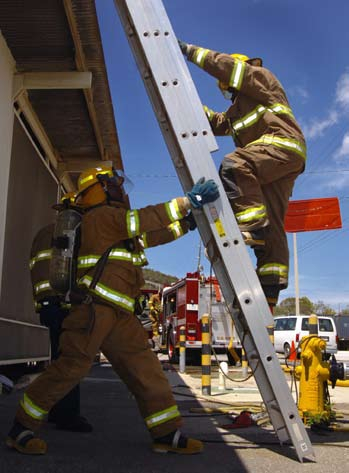
Escala extensible o colissa

Les escales rígides estan disponibles en moltes formes, com ara:
- Escala d'allotjament, esglaons portàtils que baixen pel costat d'un vaixell per abordar.
- Escala d'assalt, utilitzada en la guerra de setge per ajudar a escalar parets i creuar fossats.
- Escala dl àtic, tirada cap avall des del sostre per permetre l'accés a un àtic o golfes.
- Escala de pont, una escala col·locada horitzontalment per actuar com un passatge entre dos punts separats per una caiguda.
- Escala d'embarcament, una escala utilitzada per pujar a un vehicle. Pot ser rígid o flexible, també escalons daccés i escala de bany.
- Escala per a gats, un marc d'escala lleugera que s'usa en sostres costeruts per evitar que els treballadors llisquin.
- Escala per a pollastres, una escala que consta d'un sol muntant central amb cada esglaó que sobresurt a cada costat i que usen els pollastres per pujar a un galliner.
- Escala d'arbre de Nadal, un tipus d'escala d'abordatge per a bussejadors que té un sol riel central i està oberta als costats per permetre que el bus pugi l'escala mitjançant aletes.[6]
- Escala contrapesada, una escala fixa amb una part inferior lliscant. S'utilitza un sistema de contrapesos per permetre que la part inferior lliscant baixi suaument quan es deixa anar.
- Escala d'extensió o "escala telescòpica", una escala fixa dividida en dos o més trams per a un emmagatzematge més convenient; els trams es poden ajuntar per guardar-los o separar-los per expandir el llarg de l'escala; Es pot instal·lar un sistema de politja perquè un operador pugui estendre fàcilment l'escala a terra i després bloquejar-la en el seu lloc usant la persiana i trinquet. Les escales d'extensió de 20 m, 15 m i algunes de 10 m per a servei de bombers utilitzen "pals de bangor", "pals de turment" o "pals de suport" per ajudar a aixecar-los, girar-los, estabilitzar-los, estendre'ls, col·locar-los, retreure'ls i baixar-los a causa del gran pes.
- Escala fixa, dos travessers units per diversos esglaons; fixat a lestructura sense parts mòbils.
- Escala plegable, una escala estil escala de tisora amb una o més (generalment no més de tres) frontisses unidireccionals. Ideal per utilitzar en terrenys irregulars (per exemple, escales), com a cavallet o quan està completament estesa com a escala fixa. Algunes variacions tenen una frontissa unidireccional central amb potes de bloqueig extensibles.
- Escala de ganxo, una escala rígida amb un ganxo a la part superior per subjectar l'ampit d'una finestra; utilitzat pels bombers.
- Les escales mòbils de seguretat són estructures autoportants que tenen rodes o rodetes que les fan fàcils de moure. De vegades tenen una petita plataforma superior i un passamans per ajudar a pujar i baixar els graons.
- Escala d'hort, una escala de tisora de tres potes amb la tercera pota feta perquè pugui inserir-se entre les branques dels arbres per a la recol·lecció de fruites.
- Escala de plataforma, una escala de tisora amb una àrea de plataforma gran i un passamans superior perquè l'usuari la sostingui mentre treballa a la plataforma.
- Escala retràctil, una escala que sembla un tub de desguàs però que es pot desplegar instantàniament quan sigui necessari.
- Escala de sostre, una escala rígida amb un gran ganxo a la part superior per subjectar el carener d'un sostre inclinat.
- L'escala seccional, també coneguda com a escala de constructor, té seccions que se separen i són intercanviables perquè es pugui connectar qualsevol quantitat de seccions.
- Escala de tisora, una escala portàtil autoportant amb frontisses al medi per formar una V invertida, amb suports per mantenir les dues meitats en un angle fix. Les escales de tisora tenen esglaons plans i un respatller amb frontisses.
- Escala de bany, una escala utilitzada pels nedadors per sortir de l'aigua, sovint en vaixells.
- Escala telescòpica, comunament utilitzada per referir-se a un híbrid entre una escala de tisora i una escala d'extensió amb frontisses de 360 graus; té tres parts i es pot desmuntar per formar escales de dues tisores; p.ex. Little Giant.
- Escala de cavallet, una escala estil "A-Frame" amb una secció central telescòpica.
- Escala giratòria, una escala d'extensió instal·lada en una plataforma giratòria a la part superior d'un camió de bombers.
- Escala d'elevació vertical, dissenyada per pujar a punts alts i facilitar la suspensió en aquests punts alts.
- Escala X-deck, un disseny d'escala patentat als EUA que és una combinació d'escala i bastida.[7][8]

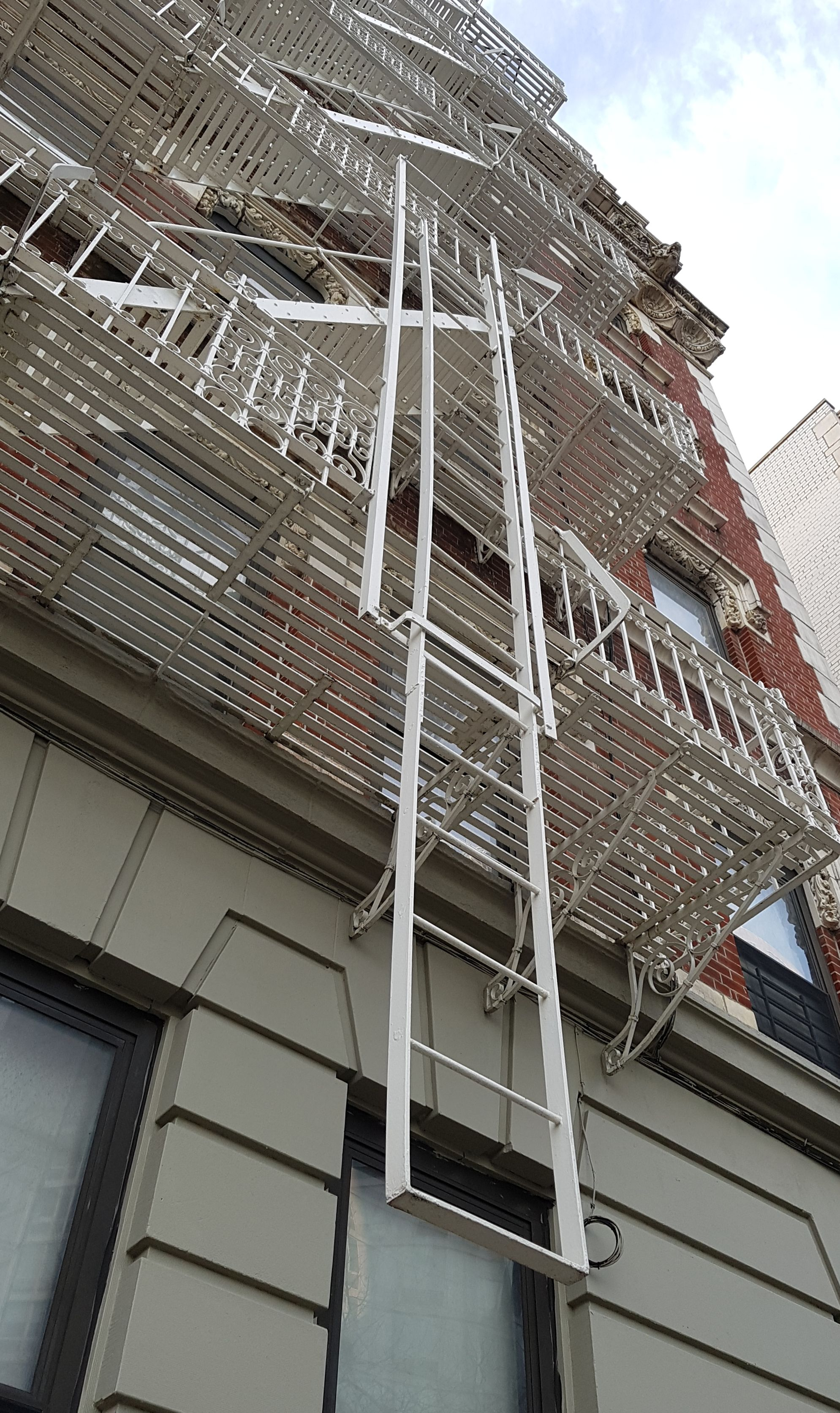
Escala d'incendis a Nova York.

Les escales rígides es van fer originalment de fusta, però en el segle xx l'alumini es va fer més comú a causa del seu pes més lleuger. Les escales amb muntants de fibra de vidre s'utilitzen per treballar en o prop de cables elèctrics aeris, perquè la fibra de vidre és un aïllament elèctric. Henry Quackenbush va patentar l'escala d'extensió el 1867.

### Escales flexibles

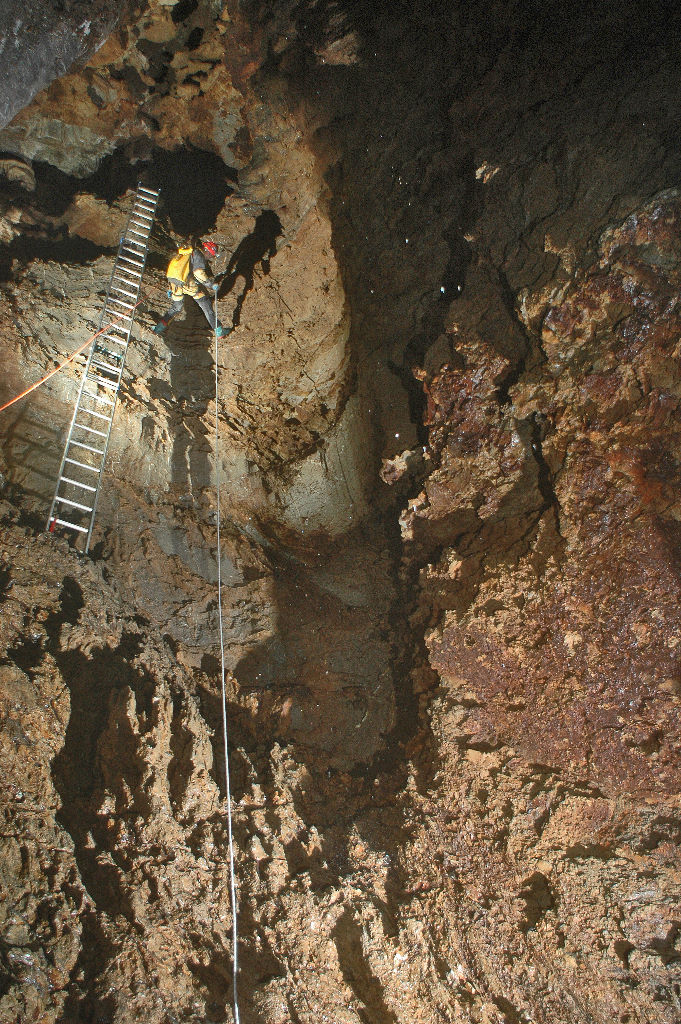
Una escala d'alumini utilitzada a la Cova Riverbend, 2006

- Escales de corda o escales de Jacob s'utilitzen quan l'espai d'emmagatzematge és extremadament limitat, el pes s'ha de mantenir al mínim, o en instàncies on l'objecte a escalar és massa corb per a utilitzar una escala rígida. Poden tenir esglaons rígids o flexibles. Pujar una escala de corda requereix més habilitat que pujar una escala rígida, perquè l'escala tendeix a balancejar-se com un pèndol. Les escales de Jacob que es fan servir en un vaixell s'usen principalment per a emergències o per a accés temporal al lateral d'un vaixell.[11] Les escales de filferro d'acer i alumini s'utilitzen de vegades en espeleologia vertical, havent-se desenvolupat a partir d'escales de corda amb esglaons de fusta. Les escales flexibles també s'utilitzen de vegades com a escales de bany en vaixells.

## Parts
Està formada per dos muntants de longitud variable units transversalment mitjançant travessers col·locats de forma equidistant anomenats escalons que permeten l'ascens progressiu fins a la zona desitjada. Són elements fàcilment transportables per la seva lleugeresa. Originalment es fabricaven de fusta, però actualment el material més emprat és l'alumini per la seva lleugeresa i perquè permet unions entre graons i travessers de major consistència, que perllonguen la vida útil de l'escala.

## Riscs
- Caiguda d'altura
- Atrapaments
- Caiguda d'objectes sobre altres persones
- Contactes elèctrics directes o indirectes

## Mesures preventives
- Recolzar l'escala sempre sobre una superfície estable, lliure d'obstacles i de qualsevol substància vessada. L'escala haurà de tenir en tot moment en perfecte estat les sabates antilliscants que ha de tenir.
- Els graons hauran d'estar nets. Per pujar a una escala cal dur un calçat que subjecti bé els peus. Les soles han d'estar netes de greix, oli o altres materials lliscants, ja que embruten els graons de la mateixa escala.
- Prendre les precaucions adequades perquè en cap moment hi hagi cap persona sota o vora l'escala per evitar la caiguda d'objectes sobre elles.
- No hauran de ser utilitzades per treballadors que tinguin vertigen o similars.
- No s'han de transportar horitzontalment, cal fer-ho amb la part davantera cap avall.
- No situar l'escala darrere d'una porta si no s'han pres les precaucions pertinents per evitar que una altra persona pugui obrir-la.
- No situar-la en un lloc de pas per evitar tot risc de col·lisió amb vianants o vehicles i en qualsevol cas que avisi de la circumstància.
- Les escales de mà tindran la resistència i els elements de suport i subjecció necessaris perquè la seva utilització en les condicions requerides no suposi un risc de caiguda per trencament o desplaçament d'aquestes. En particular, les escales de tisora disposaran d'elements de seguretat que impedeixin la seva obertura en ser utilitzades.
- Les escales de mà s'utilitzaran de la forma i amb les limitacions establertes pels fabricant. No s'utilitzaran escales de mà i, en particular, escales de més de 5 metres de longitud si la seva resistència no està garantida. Queda prohibit l'ús d'escales de mà de construcció improvisada.
- Abans d'utilitzar una escala de mà caldrà assegurar la seva estabilitat. La base de l'escala haurà de quedar sòlidament assentada. En el cas d'escales simples la part superior se subjectarà, si és necessari, al parament sobre el que es recolza i quan aquest no permeti un suport estable se subjectarà al mateix temps mitjançant una abraçadora o altres dispositius equivalents.
- Les escales de mà simples es col·locaran, en la mesura del possible, formant un angle aproximat de 75º amb l'horitzontal. Quan s'utilitzin per accedir a llocs elevats els seus travessers hauran de sobresortir com a mínim 1 metre per sobre.
- L'ascens, descens i els treballs des d'escales s'efectuaran de front a aquestes. Els treballs a més de 3,5 metres d'alçada, des del punt d'operació a terra, que requereixin moviments o esforços perillosos per a l'estabilitat del treballador, només s'efectuaran si s'utilitza cinturó de seguretat o s'adopten altres mesures de protecció alternativa. Es prohibeix el transport i manipulació de càrregues per o des d'escales de mà quan el seu pes o dimensions pugui comprometre la seguretat del treballador. Les escales de mà no s'utilitzaran per a dues o més persones simultàniament.
- Les escales de mà es revisaran periòdicament. Es prohibeix la utilització d'escales de fusta pintades, per la dificultat que això suposa per la detecció dels seus possibles defectes.

## Font
- (castellà) Reial Decret 486/1997, de 14 d'abril, pel que s'estableixen les disposicions mínimes de seguretat i salut als llocs de treball Arxivat 2013-06-21 a Wayback Machine.